# 조복성 곤충기

조복성이 1947년부터 집필하여 1948년 을유문화사에서 출간한 대한민국 최초의 《곤충기(昆蟲記)》

《조복성 곤충기》는 ‘한국의 파브르’라 불리는 조복성이 국립과학박물관장을 지내던 시기에 집필한 대한민국 최초의 곤충기를 말한다. 한국 근대 대중과학인문서의 출발을 알린 조복성의 《곤충기(昆蟲記)》는 을유문화사의 을유문고 19번째 권으로 1948년 출간되었다. 조복성은 광복 후 어려운 환경 속에서 미래를 짊어질 청소년을 위해 집필했다고 한다.
이 책은 60여 종류의 토종 곤충에 대해 이야기한다. 천대 받아온 곤충의 생태를 꼼꼼히 그려낸 필치는 화려하지 않지만 어린아이의 호기심 넘치는 따뜻함이 그 이상으로 배어있다. 곤충에 대한 관찰학적 지식은 물론, 그 당시가 아니면 듣기 힘들거나 체험하지 않으면 접하기 어려운 문화사들도 가득 담겨있다. 예리한 과학자의 눈 뒤로 문학적 감성도 생생히 살아있다. 무엇보다 일제강점기, 그리고 해방 후 어렵고 혼란스런 우리의 시대상을 곤충의 습성과 엮어 위트 넘치게 들려주는 부분은 백미라 평가할 만하다.
과학대중화운동이 펼쳐지기 시작한 1930년대 초반부터 조복성 선생이 신문과 잡지 기고, 강의, 라디오방송 등에서 사용한 글을 기초로 내용을 추가, 수정해 단행본 한 권으로 묶었다. 글의 이해를 돕기 위해 자신이 직접 그린 곤충삽화를 곳곳에 실었다.
현재는 장앙리 파브르의 곤충기와 구별하기 쉽도록 '조복성 곤충기'로 더 잘 알려져 있다. 2011년 내용을 정리, 보강해 《조복성 곤충기》란 제목으로 63년만에 재출간되었다.

## 홍보 문구
한 개의 벌레가 이룩하는 神秘와 驚異는 곧 人間생활의 縮圖임에 틀림없다.
著者는 標本을 떠나 獨特한 이야기로 꾸몃으니 興味津々한 科學夜話.

## 목차
- 1. 昆蟲界의 武裝과 戰術
- 2. 昆蟲界의 化粧術
- 3. 昆蟲界의 勤勞奉仕
- 4. 昆蟲界의 食糧硏究
- 5. 昆蟲界의 性生活
- 6. 昆蟲界의 樂團消息
- 7. 昆蟲界의 競技選手
- 8. 昆蟲界의 社會生活
- 9. 昆蟲界의 母性愛와 夫性愛
- 10. 昆蟲界의 壽命
- 11. 其他의 가지가지

## 참고
- 《조복성 곤충기》(뜨인돌)의 엮은이의 말 부분 인용